# پیرمرد و دریا (فیلم ۱۹۵۸)
پیرمرد و دریا (انگلیسی: The Old Man and the Sea) فیلمی به کارگردانی جان استرجس محصول سال ۱۹۵۸ و اقتباسی از رمانی به همین نام نوشتهٔ ارنست همینگوی است. از بازیگران آن می‌توان به اسپنسر تریسی و دان دایموند اشاره کرد.
اسپنسر تریسی برای بازی در این فیلم نامزد دریافت اسکار بهترین بازیگر مرد شد.

## درباره فیلم
این فیلم کاملا بر اساس کتاب پیرمرد و دریا نوشته ارنست همینگوی ساخته شده و تمام بخش ها و تصاویر داستان عینا در فیلم وجود دارد. 
جان استرجس کارگردان این فیلم بعد ها گفت که پیرمرد و دریا از نظر فنی و تصویری شلخته ترین فیلمی است که ساخته ام.

## موسیقی فیلم
آهنگساز و رهبری موسیقی فیلم پیرمرد و دریا را دیمیتری تیومکین آهنگساز کهنه کار سینما انجام داده است. موسیقی متن وی ، با ارکستر استودیو برادران وارنر ، در سالن هالیوود پست شماره 43 ، لژیون آمریکایی ، در هالیوود ضبط شد. موسیقی متن بعداً به دو صورت استریو و مونو توسط Columbia Records منتشر شد.